# 丘園 (清朝)
丘園（1617年—1689年），也作邱園、邱圓，字嶼雪，常熟人，清初戲曲作家。

## 生平
仕途失意，寄居蘇州，生平縱情詩酒，放蕩不羈。有傳奇九種，今存《虎囊彈》、《黨人碑》等，又能詩，《海虞詩苑》卷五收其詩5首。《常昭合志》有傳。